# Jakov Ivanovič Nikoladze
Jakov Ivanovič Nikoladze o anche Iakob Nikoladze (28 maggio 1876 – 10 marzo 1951) è stato uno scultore georgiano, appartenente alla corrente del realismo.

## Biografia
Ha scolpito i busti delle personalità più eminenti della cultura georgiana (tra cui Shota Rustaveli). Scolpì a Parigi nella scuola di Rodin, ove fu influenzato a livello artistico dall'impressionismo per poi dedicarsi nuovamente al realismo, una volta tornato in patria dopo la rivoluzione di ottobre.